# Alzheimer Disease & Associated Disorders
Alzheimer Disease & Associated Disorders, abgekürzt Alzheimer Dis. Assoc. Dis., ist eine wissenschaftliche Fachzeitschrift, die vom Lippincott Williams & Wilkins-Verlag veröffentlicht wird. Sie erscheint mit vier Ausgaben im Jahr. Es werden Arbeiten veröffentlicht, die sich mit der Diagnostik und der Behandlung von Alzheimer und ähnlichen Erkrankungen beschäftigen.
Der Impact Factor lag im Jahr 2014 bei 2,44. Nach der Statistik des ISI Web of Knowledge wird das Journal mit diesem Impact Factor in der Kategorie Pathologie an 28. Stelle von 78 Zeitschriften und in der Kategorie klinische Neurologie an 84. Stelle von 192 Zeitschriften geführt.